# جوتس شراجله
جوتس شراجله (بالألمانية: Götz Schregle) ولد في 13 ديسمبر 1923 في إيرلانجن، بافاريا وتوفي 2014 في ميونخ) كان أستاذا ألمانيا مختصا باللغة العربية وآدابها. ولد في جنوب ألمانيا بالعشرينات من القرن العشرين وعاش في مدينة ميونخ. بدأ جوتس شراجله بدراسة العربية متأخراً إذ بدأ بتعلمها في عام 1953 عندما كان يبلغ الثلاثين من العمر، إلا أنه خطا بسرعة وسرعان ما حصل على الدكتوراه باللغة العربية من جامعة إيرلانغن في نورنبرغ في العام 1960.
قدم جوتس شراجله خدمة هائلة للغة العربية لأنه ألف أول قاموس جدير بهذه التسمية بين اللغة العربية واللغة الألمانية، أي قاموس ألماني عربي ، وطبع في العالم العربي بالتعاون مع مكتبة لبنان ناشرون، وأنجز قسما كبيرا من قاموسه الآخر عربي ألماني الذي لم يكمله بسبب خلاف شديد مع دار النشر الألمانية التي رفضت أن تلتزم بالعقد الذي قطعته معه.
ومع ذلك فإن القاموس الألماني العربي يعتبر تحفة من نوعه وأشادت به أقلام الأدباء في ألمانيا والنمسا وسويسرا كما احتفل به العالم العربي أيضا. وما زال هذا القاموس رغم مرور أكثر من ثلاثين عاما على تأليفه القاموس الأكثر مبيعا في العالم العربي والعالم الناطق بالألمانية بل إنه مايزال من ضمن القواميس الأكثر مبيعا في العالم العربي حتى الآن.
قيل عن ذلك القاموس أن المرء لا يستعمله فقط ليجد كلمة ما بل أن القراءة في ذلك القاموس تشكل متعة بحد ذاتها. قام جوتس شراجله بترجمة كتاب «قطر الندى» للغة الألمانية الذي يحكي عن تلك المرأة المصرية التي خلفت زوجها أثناء غيابه وحكمت البلد الذي كان يحكمه، علما أن نفس الكتاب لم يترجم إلى اللغة الفرنسية إلا في سنة 2005. 
عانى جوتس شراجله من الإجحاف والتجاهل بحقه، رغم إنجازاته الجليلة للغة العربية من قبل الألمان، بسبب التنافس بين المستشرقين الذين حاربوا مجهوداته العلمية، والعرب بسبب الجهل والتجاهل.